# Sonntag des Meeres
Der Sonntag des Meeres ist ein internationaler christlicher Gedenktag und geht auf eine Initiative der römisch-katholischen, anglikanischen und freikirchlichen Seefahrerseelsorge aus dem Jahr 1975 zurück. Der Gedenktag wird immer am zweiten Sonntag im Juli begangen, um an das Schicksal harter Arbeitsbedingungen von Seeleuten und Fischern zu erinnern.

## Geschichte
Seit 1975 gibt es den Sonntag des Meeres, der zunächst von der römisch-katholischen Kirche in England und der Church of England begangen wurde und sich bald weltweit ausweitete. Doch die Aufmerksamkeit für die spirituellen Bedürfnisse der Seeleute ist in den Kirchen schon lange präsent, bereits Pius XI. hatte sich zum Ziel gesetzt, dass das Apostolat Stella Maris seine Aktivitäten weltweit und auf allen Ozeanen entfalten sollte. Im Jahre 2020 feierte es sein 100. Jubiläum.
2019 erinnerte Kardinal Peter Turkson, der Präfekt des vatikanischen Dikasteriums für die ganzheitliche Entwicklung des Menschen, in einer Grußbotschaft  zum Sonntag des Meeres daran, dass Rechte von Seefahrern noch zu oft missachtet würden und die somit schlechten Arbeitsbedingungen, Einsamkeit und Depressionen sich negativ auf die psychische Gesundheit der Seefahrer auswirken könnten. Konkret prangerte der Kardinal harte Arbeitsbedingungen an, die durch terroristische Bedrohung und die Gefahr der Piraterie weiter erschwert würden. Bei Unfällen auf See würden Seeleute zudem oft „kriminalisiert und festgehalten, ohne auf wirksamen Rechtsschutz vertrauen zu können“.
Seit dem Inkrafttreten des Seearbeitsübereinkommens (kurz: „MLC 2006“) im Jahr 2013 wurden auch aus Sicht von Kardinal Michael Czerny, dem Nachfolger Turksons als Leiter des Dikasteriums für die ganzheitliche Entwicklung des Menschen in der Römischen Kurie, bereits beträchtliche Fortschritte für die auf den Weltmeeren ihren Dienst oft „unsichtbar“ versehenden etwa eine Million Seeleute einerseits erzielt, wie er 2022 mitteilte. Andererseits weist er 2022 anlässlich des „Sonntag des Meeres“  auf die insgesamt dennoch anhaltend harten Arbeitsbedingungen für Seeleute hin, was in oft anzutreffender Zwangslage an Bord von Handelsschiffen auch „zu einer physischen und psychischen Erschöpfung“ der Seeleute führt und was Czerny zufolge „zu menschlichem Versagen mit gefährlichen Folgen führen kann“.
Die anglikanische Mission to Seafarers rief aus ihrer langjährigen Tradition des „Sea Sunday“ 2020 erstmalig einen Online-Gottesdienst auf.
Auch die britische Wohlfahrtsorganisation Sailors’ Society benennt diesen Sonntag in ihrem Programm.